# Norm Ferguson
Temple de la renommée : 1982
Norm Ferguson (né le 16 octobre 1945 à Sydney, Nouvelle-Écosse, Canada) est un joueur de hockey sur glace professionnel canadien qui a joué l'essentiel de sa carrière avec les Golden Seals de la Californie de 1968 à 1978. Norm est le père de Craig Ferguson,.